# Triangolo di Pasterski-Strominger-Zhiboedov

Triangolo di Pasterski-Strominger-Zhiboedov

Il triangolo di Pasterski-Strominger-Zhiboedov o triangolo infrarosso è una serie di relazioni tra tre gruppi di concetti in fisica che coinvolgono la teoria della relatività e la teoria quantistica dei campi. Il triangolo evidenzia collegamenti già noti o dimostrati dagli autori che sono il fisico Andrew Strominger e i suoi collaboratori Sabrina Gonzalez Pasterski e Alexander Zhiboedov.
La relazione nasce nell'ambito dell'analisi delle simmetrie asintotiche, ossia le relazioni di simmetria dello spaziotempo che si hanno a distanza infinita da una sorgente di campo: una massa per il campo gravitazionale o una carica elettrica per il campo elettromagnetico. In queste condizioni, l'energia associata al campo, data la distanza dalla sorgente, diventa trascurabile, per cui si parla anche di triangolo infrarosso.

## Elementi del triangolo

### Concetti legati
I concetti che risultano legati tra loro nel triangolo sono:
a) i teoremi sulle particelle molli (soft nella letteratura inglese):
1. teorema del gravitone molle, pubblicato da Weinberg nel 1965;
2. estensione del teorema precedente, pubblicata da Cachazo e Strominger nel 2014;
3. teorema del fotone molle, pubblicato da Weinberg nel medesimo articolo del 1965 sul gravitone;

b) le simmetrie asintotiche:
1. supertraslazioni del Gruppo di Bondi-Metzner-Sachs, pubblicate nel 1962;
2. superotazioni (simmetria analoga a quella dell'algebra di Virasoro), pubblicate da Barnich e Troessaert nel 2010;
3. simmetrie delle teorie di gauge U(1), pubblicate da Pasterki nel 2017;

c) gli effetti memoria:
1. effetto memoria gravitazionale pubblicati da Zeldovich e Polnarev nel 1974 e Christodoulou nel 1991;
2. nuovi effetti memoria gravitazionale pubblicati da Pasterski, Strominger e Zhiboedov nel 2016;
3. l'analogo elettromagnetico dell'effetto memoria pubblicato da Bieri e Garfinkle nel 2013.

### Relazioni leganti
Ogni gruppo è legato a un altro da apposite relazioni:
- le trasformate di Fourier legano tra loro i teoremi soft e gli effetti memoria;
- le transizioni del vuoto legano tra loro le simmetrie asintotiche e gli effetti memoria;
- le identità di Ward legano tra loro i teoremi soft e le simmetrie asintotiche.

Quindi, ad esempio:
- il teorema del gravitone molle (a.1) è collegato alle supertraslazioni (b.1) mediante una trasformazione di Ward;
- le supertraslazioni (b.1) corrispondono a diversi stati del vuoto creati dall'effetto memoria gravitazionale (c.1)
- l'effetto memoria gravitazionale (c.1) si riduce al teorema del gravitone molle (a.1) mediante una trasformata di Fourier.[9]

Oltre alla prima relazione triangolare evidenziata dagli autori, numerose altre possono esistere e sono state ipotizzate.